# Khadim Diaw
Pour les articles homonymes, voir Diaw.
Khadim Diaw, né le 7 juillet 1998 à Saint-Louis, est un footballeur sénégalais qui possède la nationalité sportive mauritanien et qui joue au poste d'arrière gauche à Al Hilal Omdurman.

## Biographie
Khadim Diaw est un footballeur international mauritanien né le 7 juillet 1998 à Saint-Louis qui possède aussi la nationalité sénégalaise. Il joue au poste d'arrière gauche.

### Carrière en club
Khadim Diaw est formé par le club sénégalais de Génération Foot où il a fait toutes les catégories. Après plusieurs années passées dans le championnat sénégalais avec son club formateur, Diaw obtient un prêt d'une année avec le club guinéen de Horoya AC en novembre 2020 où il est champion de Guinée. Il signe définitivement en août 2021 avec le club guinéen. Khadim Diaw évolue pendant deux saisons avec le Horoya AC avec le titre de champion de Guinée en poche. En juillet 2023, Khadim Diaw décide de quitter le Horoya AC pour s'engager avec le club soudanais d'Al Hilal Omdurman.

### Carrière en sélection
Avec la nationalité sénégalaise, Khadim Diaw décide d'opter pour l'équipe nationale de la Mauritanie en septembre 2022. Khadim Diaw est sélectionné avec l'équipe nationale de la Mauritanie pour disputer la coupe d'Afrique des nations 2024 en Côte d'Ivoire où ils sont éliminés en huitième de finale par le Cap-Vert.

## Palmarès

### En club
Génération Foot
- Championnat du Sénégal
  - Champion : 2019

 Horoya AC
- Championnat de Guinée
  - Champion : 2022